# Seamen Milano 2019
Questa voce raccoglie le informazioni riguardanti i Seamen Milano nelle competizioni ufficiali della stagione 2019.

## Maschile

### Roster
| Roster dei Seamen Milano (2019) |
| --- |
| Quarterback - 4 Joshua Croppenstedt - 7 Luke Zahradka - 19 Riccardo Crosta Running Back - 1 Danilo Bonaparte - 20 Nicolò dal Corso - 33 Pietro Stillitano - 49 Lorenzo Nuzzi Wide Receiver - 3 Lorenzo Vezzoli - 5 Gianluca Santagostino - 11 Ismail Lamamra - 13 Matteo Fusetti - 14 Xavier Mitchell - 17 Pietro Previtali - 22 Andrea Fiammenghi - 80 Olivier Segre - 81 Ruben Fioriti - 83 Antonio Raffaele - 84 Stefano di Tunisi WR/K - 87 Filippo Fiammenghi - 89 Lorenzo Freschi Offensive Linemen - 51 Andrea Scola - 53 Sacha Mauro - 54 Carlo Grassi - 62 Marco Colombo - 70 Edoardo Andrea Sandonati - 71 Lorenzo Cesana - 73 Alessandro Valente - 78 Domenico Carroli - 79 Aldo Carulli Defensive Linemen - 10 Claudio Buccellato - 12 Roman Vikhnin DE - 43 Davide Polizzi - 52 Lorenzo dalle Piagge DE - 59 Igor Timotijević - 90 Simone Perego - 94 Matteo Buran - 95 Emanuele de Bernardi - 98 Ivan Vuch - 99 Claudio Nicola DE Linebacker - 2 Edoardo Gallo - 6 Kevin Khay - 9 Nicolò Fonti - 23 Arnaud Mboutcha - 41 Christian Nobile - 44 Daniele Pezza - 47 Nicholas Giribaldi - 55 Giacomo Silvestri - 56 Simone Colescia Defensive Back - 15 Daniele Colombo - 21 Nicolas Principi SS/LB - 24 Emanuele Piloni - 25 Lorenzo Ricco - 26 Marco Aletti - 27 Antonio Delaria - 29 Alberto Garlaschelli - 31 Ivan Fonti - 35 Federico Sbarra - 36 Flavio Piccinini Special Team |

### Prima Divisione 2019

#### Stagione regolare
| Arbitri: | Zampedri A. Maghini G. Sanfelice A. Ferrarini A. Pagani R. Rettani M. Bernardi |

| |           |  |
| Bonaparte 11':47" Q1 (TD) 99yd kickoff return di Tunisi Q1 (pat) A. Fiammenghi 5':14" Q1 (TD) 100yd pass from Zahradka di Tunisi Q1 (pat) Mitchell 1':19" Q1 (TD) 53yd pass from Zahradka di Tunisi Q1 (pat) I. Lamamra 10':52" Q2 (TD) 77yd pass from Zahradka di Tunisi Q2 (pat) Bonaparte 3':32" Q2 (TD) 3yd run di Tunisi Q2 (pat) Team 2':42" Q3 (saf) 1yd rush for loss | Marcatori |  |

| Arbitri: | Camossa F. Mariotti I. Conti D. Vitale G. Sabbatinelli V. Vitelli L. Ferracuti |

|                                    |           | |
| J. Flanders 8':10" Q2 (TD) 2yd run | Marcatori | di Tunisi 5':40" Q1 (TD) 69yd pass from Zahradka di Tunisi Q1 (pat) C. Buccellato 5':15" Q2 (TD) 3yd pass from Zahradka Mitchell 0':53" Q2 (TD) 11yd pass from Zahradka Mitchell 2':20" Q3 (TD) 6yd pass from Zahradka Mitchell Q3 (tpc) rush di Tunisi 9':55" Q4 (TD) 8yd pass from Zahradka P. Previtali Q4 (pat) Mitchell 6':40" Q4 (TD) 22yd pass from Zahradka P. Previtali Q4 (pat) |

| Arbitri: | Sala A. Maghini Tomaz R. Rettani L. Ferracuti V. Vitelli A. Visconti |

|                                                      |           | |
| Me. Soltana 1':04" Q2 (TD) 16yd pass from Hughes III | Marcatori | Mitchell 6':43" Q2 (TD) 71yd punt return di Tunisi Q2 (pat) di Tunisi 3':57" Q3 (TD) 12yd pass from Zahradka P. Previtali Q3 (tpc) pass from Zahradka A. Raffaele 7':50" Q4 (TD) 1yd run di Tunisi Q4 (pat) Mitchell 4':05" Q4 (TD) 66yd pass from Zahradka di Tunisi Q4 (pat) |

| Arbitri: | S. d'Amato Sala A. Ferrarini F. Antonelli A. Sartini N. Janicijevic G. Levantino |

| |           | |
| Zahradka 8':50" Q2 (TD) 2yd run Bonaparte 7':59" Q3 (TD) 28yd run P. Stillitano 2':57" Q3 (TD) 12yd pass from Zahradka P. Previtali Q3 (pat) | Marcatori | M. Pooda 1':22" Q1 (TD) 5yd run Bryant 10':33" Q4 (TD) 6yd run M. Felli Q4 (pat) Team 1':23" Q4 (saf) di Tunisi 21yd rush for loss to 0yd Ferraro 0':26" Q2 (TD) 13yd pass from D. Rossi M. Felli Q4 (pat) |

| Arbitri: | G. Sabbatinelli A. Maghini I. Conti B. Jovanovic A. Visconti L. Ferracuti D. Vitale |

| |           | |
| Nacita 1':36" Q1 (TD) 7yd run Nacita 2':36" Q2 (TD) 1yd run Bonanno Q2 (tpc) pass from Nacita Bonanno 4':39" Q3 (TD) 20yd pass from Nacita F. Camorani Q3 (pat) Almeyda 0':14" Q4 (TD) 18yd pass from Nacita F. Camorani Q4 (pat) | Marcatori | Lamamra 10':03" Q1 (TD) 20yd pass from Zahradka di Tunisi Q1 (pat) Lamamra 5':29" Q1 (TD) 8yd pass from Zahradka di Tunisi Q1 (pat) di Tunisi 0':29" Q2 (TD) 8yd pass from Zahradka di Tunisi Q2 (pat) Bonaparte 0':00" Q3 (TD) 19yd run di Tunisi Q3 (pat) Bonaparte 0':00" Q4 (TD) 37yd pass from Zahradka |

| Arbitri: | G. Marcuccetti Camossa Ferrante Conti Rettani Moglia Zampedri |

| |           |  |
| di Tunisi 10':06" Q1 (FG) 38yd Lamamra 5':10" Q1 (TD) 56yd pass from Zahradka di Tunisi Q1 (pat) di Tunisi 11':08" Q2 (TD) 3yd pass from Zahradka di Tunisi Q2 (pat) di Tunisi 10':05" Q2 (TD) 75yd pass from Zahradka di Tunisi Q2 (pat) P. Stillitano 6':36" Q2 (TD) 11yd run di Tunisi Q2 (pat) di Tunisi 3':26" Q2 (TD) 58yd pass from Zahradka di Tunisi Q2 (pat) Mitchell 7':38" Q2 (TD) 37yd pass from Zahradka di Tunisi Q3 (pat) A. Raffaele 10':05" Q4 (TD) 1yd run | Marcatori |  |

| Arbitri: | Sala M. Breglia P. Moglia F. Antonelli P. Gentile G. Sanfelice A. Pagani |

| |           | |
| T. Seck 8':47" Q2 (TD) 9yd pass from M. Wright jr. M. Wacoubo 1':07" Q2 (TD) 85yd pass from M. Wright jr. A. Brown Q2 (tpc) pass from M. Wright jr. A. Mella 10':14" Q3 (TD) 15yd pass from M. Wright jr. J. Salsa 8':16" Q3 (TD) 54yd pass from M. Wright jr. A. Morelli Q3 (pat) | Marcatori | di Tunisi 8':52" Q1 (FG) 37yd di Tunisi 3':49" Q1 (TD) 13yd pass from Zahradka di Tunisi Q1 (pat) Mitchell 5':34" Q2 (TD) 13yd pass from Zahradka di Tunisi Q2 (pat) Mitchell 8':34" Q3 (TD) 6yd pass from Zahradka Bonaparte 0':21" Q3 (TD) 12yd pass from Zahradka Bonaparte 4':05" Q4 (TD) 2yd run di Tunisi Q4 (pat) |

| Arbitri: | Sala Fani Sanfelice Colombo A. Visconti A. Sartini Jovanovic |

| |           | |
| Zahradka 0':17" Q1 (TD) 10yd pass from Mitchell di Tunisi Q1 (pat) P. Previtali 9':48" Q2 (TD) 64yd pass from Zahradka di Tunisi Q2 (pat) P. Stillitano 1':36" Q2 (TD) 2yd run di Tunisi Q2 (pat) Mitchell 7':03" Q3 (TD) 8yd pass from Zahradka di Tunisi Q3 (pat) A. Sherrils 3':25" Q3 (saf) PAT return A. Raffaele 0':57" Q3 (TD) 1yd run di Tunisi Q3 (pat) A. Sherrils 0':20" Q3 (TD) 20yd punt return di Tunisi Q3 (pat) | Marcatori | della Vecchia 5':54" Q2 (FG) 46yd Bonacci 3':25" Q3 (TD) 16yd pass from Gahafer Simone 0':10" Q4 (TD) 8yd pass from Gahafer della Vecchia Q4 (pat) |

#### Playoff
| Arbitri: | Sala Tognon Sartini Nenotti Camossa Gilardi Bernini |

| |           |  |
| Bonaparte 7':01" Q1 (TD) 16yd run A. Mboutcha Ket 4':49" Q1 (TD) 0yd fumble recovery di Tunisi Q1 (pat) C. Buccellato 6':23" Q2 (TD) 1yd pass from Mitchell di Tunisi Q2 (pat) Santagostino 3':37" Q2 (TD) 20yd pass from Zahradka di Tunisi Q2 (pat) Santagostino 9':01" Q3 (TD) 58yd pass from Zahradka Mitchell Q3 (tpc) pass from Zahradka di Tunisi 9':37" Q4 (FG) 42yd | Marcatori |  |

| Arbitri: | G. Marcuccetti Breglia Tomaz Garlaschi Zampedri Visconti Ferracuti |

| |           | |
| Santagostino 8':49" Q1 (TD) 7yd pass from Zahradka di Tunisi Q1 (pat) Raffaele 3':13" Q1 (TD) 1yd run di Tunisi Q1 (pat) di Tunisi 11':58" Q2 (FG) 26yd Raffaele 5':52" Q2 (TD) 2yd run di Tunisi Q2 (pat) di Tunisi 0':00" Q2 (FG) 26yd Bonaparte 6':28" Q3 (TD) 32yd run di Tunisi Q3 (pat) Mitchell 1':52" Q3 (TD) 20yd pass from Zahradka di Tunisi Q3 (pat) F. Fiammenghi 9':51" Q4 (TD) 30yd pass from Zahradka di Tunisi Q4 (pat) Mitchell 3':26" Q4 (TD) 7yd pass from Zahradka di Tunisi Q4 (pat) M. Aletti 0':59" Q4 (TD) 53yd fumble recovery di Tunisi Q4 (pat) | Marcatori | Nacita 5':54" Q1 (TD) 8yd run Franco 2':25" Q1 (TD) 60yd pass from Nacita Q1 (tpc) rush Nacita 3':06" Q2 (TD) 3yd run F. Camorani Q2 (pat) Nacita 3':21" Q3 (TD) 26yd run F. Camorani Q3 (pat) |

### Central European Football League
| Milano 11 maggio 2019, ore 18:30 | Seamen Milano | 23 – 50 (7-16 8-7 0-27 8-0) referto | Tirol Raiders | Velodromo Maspes-Vigorelli |
| Zahradka Q1 ( TD ) pass from Lamamra di Tunisi Q1 ( pat ) Mitchell Q2 ( TD ) 26yd pass from Zahradka di Tunisi Q2 ( tpc ) pass from Mitchell Bonaparte Q4 ( TD ) pass from Zahradka Mitchell Q4 ( tpc ) pass from Zahradka Marcatori Abfalter Q1 ( FG ) S. Platzgummer Q1 ( TD ) 53yd run Abfalter Q1 ( pat ) Abfalter Q1 ( TD ) S. Platzgummer Q2 ( TD ) 47yd run Abfalter Q2 ( pat ) S. Platzgummer Q3 ( TD ) 23yd run Abfalter Q3 ( pat ) A. Platzgummer Q3 ( TD ) 9yd pass from Shelton Abfalter Q3 ( pat ) S. Platzgummer Q3 ( TD ) 37yd run A. Platzgummer Q3 ( TD ) 50yd pass from Shelton Abfalter Q3 ( pat ) |               | |               |                            |
| |               | |               |                            |
| Zahradka Q1 (TD) pass from Lamamra di Tunisi Q1 (pat) Mitchell Q2 (TD) 26yd pass from Zahradka di Tunisi Q2 (tpc) pass from Mitchell Bonaparte Q4 (TD) pass from Zahradka Mitchell Q4 (tpc) pass from Zahradka | Marcatori     | Abfalter Q1 (FG) S. Platzgummer Q1 (TD) 53yd run Abfalter Q1 (pat) Abfalter Q1 (TD) S. Platzgummer Q2 (TD) 47yd run Abfalter Q2 (pat) S. Platzgummer Q3 (TD) 23yd run Abfalter Q3 (pat) A. Platzgummer Q3 (TD) 9yd pass from Shelton Abfalter Q3 (pat) S. Platzgummer Q3 (TD) 37yd run A. Platzgummer Q3 (TD) 50yd pass from Shelton Abfalter Q3 (pat) |               |                            |

| Thonon-les-Bains 25 maggio 2019, ore 18:00 | Black Panthers de Thonon | 42 – 7 (0-7 14-0 7-0 21-0) referto        | Seamen Milano | Stade Joseph-Moynat |
| Veluire Q2 ( TD ) run ? Q2 ( pat ) Roesch Q2 ( TD ) 79yd interception return ? Q2 ( pat ) Alexandre Q3 ( TD ) 18yd pass from Evans ? Q3 ( pat ) Wedberg Q4 ( TD ) 10yd run ? Q4 ( pat ) Evans Q4 ( TD ) 15yd run ? Q4 ( pat ) Zeregbe Q4 ( TD ) fumble return ? Q4 ( pat ) Marcatori Stillitano Q1 ( TD ) run di Tunisi Q1 ( pat ) |                          |                                           |               |                     |
| |                          |                                           |               |                     |
| Veluire Q2 (TD) run ? Q2 (pat) Roesch Q2 (TD) 79yd interception return ? Q2 (pat) Alexandre Q3 (TD) 18yd pass from Evans ? Q3 (pat) Wedberg Q4 (TD) 10yd run ? Q4 (pat) Evans Q4 (TD) 15yd run ? Q4 (pat) Zeregbe Q4 (TD) fumble return ? Q4 (pat)                                                                                 | Marcatori                | Stillitano Q1 (TD) run di Tunisi Q1 (pat) |               |                     |

### Statistiche di squadra
| Competizione             | %Vittorie | In casa | In casa | In casa | In casa | In casa | In casa | In trasferta | In trasferta | In trasferta | In trasferta | In trasferta | In trasferta | Totale | Totale | Totale | Totale | Totale | Totale |
| Competizione             | %Vittorie | G       | V       | N       | P       | Pf      | Ps      | G            | V            | N            | P            | Pf           | Ps           | G      | V      | N      | P      | Pf     | Ps     |
| ------------------------ | --------- | ------- | ------- | ------- | ------- | ------- | ------- | ------------ | ------------ | ------------ | ------------ | ------------ | ------------ | ------ | ------ | ------ | ------ | ------ | ------ |
| 1D - Stagione regolare   | .875      | 4       | 3       | 0       | 1       | 161     | 38      | 4            | 4            | 0            | 0            | 130          | 67           | 8      | 7      | 0      | 1      | 291    | 105    |
| 1D - Playoff             | 1.000     | 1       | 1       | 0       | 0       | 38      | 0       | 1            | 1            | 0            | 0            | 62           | 38           | 2      | 2      | 0      | 0      | 100    | 38     |
| CEFL - Stagione regolare | .000      | 1       | 0       | 0       | 1       | 23      | 50      | 1            | 0            | 0            | 1            | 7            | 42           | 2      | 0      | 0      | 2      | 30     | 92     |
| Totale                   | .750      | 6       | 4       | 0       | 2       | 222     | 88      | 6            | 5            | 0            | 1            | 199          | 147          | 12     | 9      | 0      | 3      | 421    | 235    |

### Statistiche personali

#### Marcatori
| Giocatore     | Ruolo | TD rush | TD recv | TD int | TD p.ret | TD k.ret | TD oth | Xp1     | Xp2   | FG    | Saf   | Totale |
| ------------- | ----- | ------- | ------- | ------ | -------- | -------- | ------ | ------- | ----- | ----- | ----- | ------ |
| di Tunisi     |       | 0+0+0   | 8+0+0   | 0+0+0  | 0+0+0    | 0+0+0    | 0+0+0  | 28+11+2 | 0+0+1 | 2+3+0 | 0+0+0 | 106    |
| Mitchell      |       | 0+0+0   | 9+2+1   | 0+0+0  | 1+0+0    | 0+0+0    | 0+0+0  | 0+0+0   | 1+1+1 | 0+0+0 | 0+0+0 | 84     |
| Bonaparte     |       | 4+2+0   | 2+0+1   | 0+0+0  | 0+0+0    | 1+0+0    | 0+0+0  | 0+0+0   | 0+0+0 | 0+0+0 | 0+0+0 | 60     |
| Raffaele      |       | 3+2     | 0+0     | 0+0    | 0+0      | 0+0      | 0+0    | 0+0     | 0+0   | 0+0   | 0+0   | 30     |
| Lamamra       |       | 0       | 4       | 0      | 0        | 0        | 0      | 0       | 0     | 0     | 0     | 24     |
| Stillitano    |       | 2+0+1   | 1+0+0   | 0+0+0  | 0+0+0    | 0+0+0    | 0+0+0  | 0+0+0   | 0+0+0 | 0+0+0 | 0+0+0 | 24     |
| Santagostino  |       | 0+0     | 0+3     | 0+0    | 0+0      | 0+0      | 0+0    | 0+0     | 0+0   | 0+0   | 0+0   | 18     |
| Zahradka      |       | 1+0+0   | 1+0+1   | 0+0+0  | 0+0+0    | 0+0+0    | 0+0+0  | 0+0+0   | 0+0+0 | 0+0+0 | 0+0+0 | 18     |
| Buccellato    |       | 0+0     | 1+1     | 0+0    | 0+0      | 0+0      | 0+0    | 0+0     | 0+0   | 0+0   | 0+0   | 12     |
| Previtali     |       | 0       | 1       | 0      | 0        | 0        | 0      | 3       | 1     | 0     | 0     | 11     |
| Sherrils      |       | 0       | 0       | 0      | 1        | 0        | 0      | 0       | 0     | 0     | 1     | 8      |
| Aletti        |       | 0+0     | 0+0     | 0+0    | 0+0      | 0+0      | 0+1    | 0+0     | 0+0   | 0+0   | 0+0   | 6      |
| A. Fiammenghi |       | 0       | 1       | 0      | 0        | 0        | 0      | 0       | 0     | 0     | 0     | 6      |
| F. Fiammenghi |       | 0+0     | 0+1     | 0+0    | 0+0      | 0+0      | 0+0    | 0+0     | 0+0   | 0+0   | 0+0   | 6      |
| Mboutcha      |       | 0+0     | 0+0     | 0+0    | 0+0      | 0+0      | 0+1    | 0+0     | 0+0   | 0+0   | 0+0   | 6      |
| Team          |       | 0       | 0       | 0      | 0        | 0        | 0      | 0       | 0     | 0     | 1     | 2      |

#### Passer rating
N.B.: Esclusa la Central European Football League.
| Giocatore    | G   | Att    | Comp   | Int | Yds      | TD   | NFL    | NCAA   |
| ------------ | --- | ------ | ------ | --- | -------- | ---- | ------ | ------ |
| Zahradka     | 8+2 | 185+41 | 123+31 | 4+0 | 1864+554 | 27+6 | 135,66 | 202,66 |
| Crosta       | 5+1 | 3+1    | 1+1    | 0+0 | -1+12    | 0+0  | 56,25  | 73,10  |
| Mitchell     | 7+1 | 1+1    | 1+1    | 0+0 | 10+1     | 1+1  | 129,17 | 476,20 |
| Croppenstedt | 2   | 1      | 1      | 0   | 3        | 0    | 79,17  | 125,20 |

## Femminile

### Campionato Italiano Football Americano Femminile 2019

#### Stagione regolare
| Arbitri: | Breglia Gilardi Pierotti A. Minasso Culcasi |

| |           |                                                                                                |
| Carminati 5':49" Q1 (TD) 9yd run dell'Orto Q1 (tpc) pass from Carminati Nicola 2':56" Q1 (TD) 42yd run Nicola Q1 (tpc) rush Nicola 6':03" Q2 (TD) 51yd run Carminati 4':59" Q2 (TD) 64yd run Nicola Q2 (tpc) rush Nicola 4':08" Q2 (TD) 48yd pass from Carminati Nicola 3':51" Q3 (TD) 8yd run Nicola Q3 (tpc) rush A. Secchi 9':50" Q4 (TD) 13yd run Carminati Q4 (tpc) rush A. Secchi 6':00" Q4 (TD) 70yd run A. Secchi 2':18" Q4 (TD) 32yd run | Marcatori | Bedini 5':55" Q2 (TD) 75yd pass from Fanella Vallecoccia 3':16" Q2 (TD) 60yd pass from Fanella |

| Arbitri: | I. Conti V. Vitelli D. Vitale M. Americi A. Verne |

| |           |  |
| S. Espana Carde 2':38" Q1 (TD) 52yd run Adami Q1 (TD) rush Adami 5':54" Q2 (TD) 10yd run S. Espana Carde 3':49" Q3 (TD) 1yd run Adami 9':48" Q4 (TD) 58yd interception return | Marcatori |  |

| Arbitri: | Jovanovic Gaias Mancino Gagliardi |

|                                                                                              |           |                                                                      |
| Nicola 2':10" Q1 (TD) 35yd run P. Aceti Q1 (tpc) pass from Carminati 0':44" Q2 (TD) 61yd run | Marcatori | N. Rollero 2':22" Q2 (TD) 1yd run N. Rollero 6':12" Q3 (TD) 48yd run |

| Arbitri: | Americi Vitelli Vitale Bovi E. Calzolari |

| |           | |
| Zocca 6':00" Q1 (TD) 6yd run Zocca Q1 (tpc) rush Zocca 3':00" Q1 (TD) 59yd run Zocca 1':00" Q3 (TD) 35yd run Zocca 9':00" Q4 (TD) 50yd pass from Alberighi Zocca Q4 (tpc) rush Zocca 5':16" Q4 (TD) 6yd run | Marcatori | Carminati 5':50" Q2 (TD) 2yd run Nicola Q2 (tpc) rush Jirjena 8':50" Q4 (TD) 65yd pass from Carminati Jirjena 1':26" Q4 (TD) 23yd run |

### Playoff
| Arbitri: | F. Mariotti V. Vitelli D. Vitale V. Maraventano A. Verne |

| |           | |
| Adami 3':21" Q2 (TD) 74yd run A. Vannozzi 7':25" Q3 (TD) 4yd run G. Nicolini 1':30" Q3 (TD) 51yd pass from E. Bertorello E. Stocco Q3 (tpc) pass from E. Bertorello A. Vannozzi 0':57" Q4 (TD) 1yd run A. Vannozzi Q4 (tpc) rush | Marcatori | L. Malerba 0':47" Q2 (TD) 57yd interception return Jirjena 1':03" Q4 (TD) 69yd pass from Carminati Nicola 3':34" Q4 (TD) 57yd run |

### Statistiche di squadra
| Competizione      | %Vittorie | In casa | In casa | In casa | In casa | In casa | In casa | In trasferta | In trasferta | In trasferta | In trasferta | In trasferta | In trasferta | Totale | Totale | Totale | Totale | Totale | Totale |
| Competizione      | %Vittorie | G       | V       | N       | P       | Pf      | Ps      | G            | V            | N            | P            | Pf           | Ps           | G      | V      | N      | P      | Pf     | Ps     |
| ----------------- | --------- | ------- | ------- | ------- | ------- | ------- | ------- | ------------ | ------------ | ------------ | ------------ | ------------ | ------------ | ------ | ------ | ------ | ------ | ------ | ------ |
| Stagione regolare | .500      | 2       | 2       | 0       | 0       | 78      | 24      | 2            | 0            | 0            | 2            | 20           | 60           | 4      | 2      | 0      | 2      | 98     | 84     |
| Playoff           | .000      | 0       | 0       | 0       | 0       | 0       | 0       | 1            | 0            | 0            | 1            | 18           | 28           | 1      | 0      | 0      | 1      | 18     | 28     |
| Totale            | .400      | 2       | 2       | 0       | 0       | 78      | 24      | 3            | 0            | 0            | 3            | 38           | 88           | 5      | 2      | 0      | 3      | 116    | 112    |

### Statistiche personali

#### Marcatrici
| Giocatrice | Ruolo | TD rush | TD recv | TD int | TD p.ret | TD k.ret | TD oth | Xp1 | Xp2 | FG  | Saf | Totale |
| ---------- | ----- | ------- | ------- | ------ | -------- | -------- | ------ | --- | --- | --- | --- | ------ |
| Nicola     |       | 4+1     | 1+0     | 0+0    | 0+0      | 0+0      | 0+0    | 0+0 | 3+0 | 0+0 | 0+0 | 42     |
| Carminati  | }     | 4       | 0       | 0      | 0        | 0        | 0      | 0   | 1   | 0   | 0   | 26     |
| Jirjena    |       | 2+0     | 0+1     | 0+0    | 0+0      | 0+0      | 0+0    | 0+0 | 0+0 | 0+0 | 0+0 | 18     |
| A. Secchi  |       | 3       | 0       | 0      | 0        | 0        | 0      | 0   | 0   | 0   | 0   | 18     |
| L. Malerba |       | 0+0     | 0+0     | 0+1    | 0+0      | 0+0      | 0+0    | 0+0 | 0+0 | 0+0 | 0+0 | 6      |
| P. Aceti   |       | 0       | 0       | 0      | 0        | 0        | 0      | 0   | 1   | 0   | 0   | 2      |
| dell'Orto  |       | 0       | 0       | 0      | 0        | 0        | 0      | 0   | 1   | 0   | 0   | 2      |

#### Passer rating
La classifica tiene in considerazione soltanto le quarterback con almeno 10 lanci effettuati.
| Giocatrice   | G   | Att   | Comp | Int | Yds    | TD  | NFL   | NCAA   |
| ------------ | --- | ----- | ---- | --- | ------ | --- | ----- | ------ |
| Carminati    | 4+1 | 29+10 | 12+4 | 1+0 | 157+83 | 2+1 | 76,87 | 112,97 |
| C. Pescatori | 0+1 | 0+7   | 0+3  | 0+0 | 0+39   | 0+0 | 61,01 | 89,66  |
| Nicola       | 1   | 1     | 0    | 0   | 0      | 0   | 39,58 | 0,00   |